# Riedelia tenuifolia
Riedelia tenuifolia là một loài thực vật có hoa trong họ Gừng. Loài này được Theodoric Valeton miêu tả khoa học đầu tiên năm 1913.

## Phân bố
Loài này được tìm thấy ở cao độ 1.350 m trên đỉnh dãy núi Hellwig, ở tây nam New Guinea, thuộc địa phận tỉnh Papua, Indonesia, và có thể có ở Papua New Guinea. Mẫu vật điển hình: L.S.A.M. von Römer 1120 do Lucien von Römer (1873-1965) thu thập.